# Marjorie Estiano

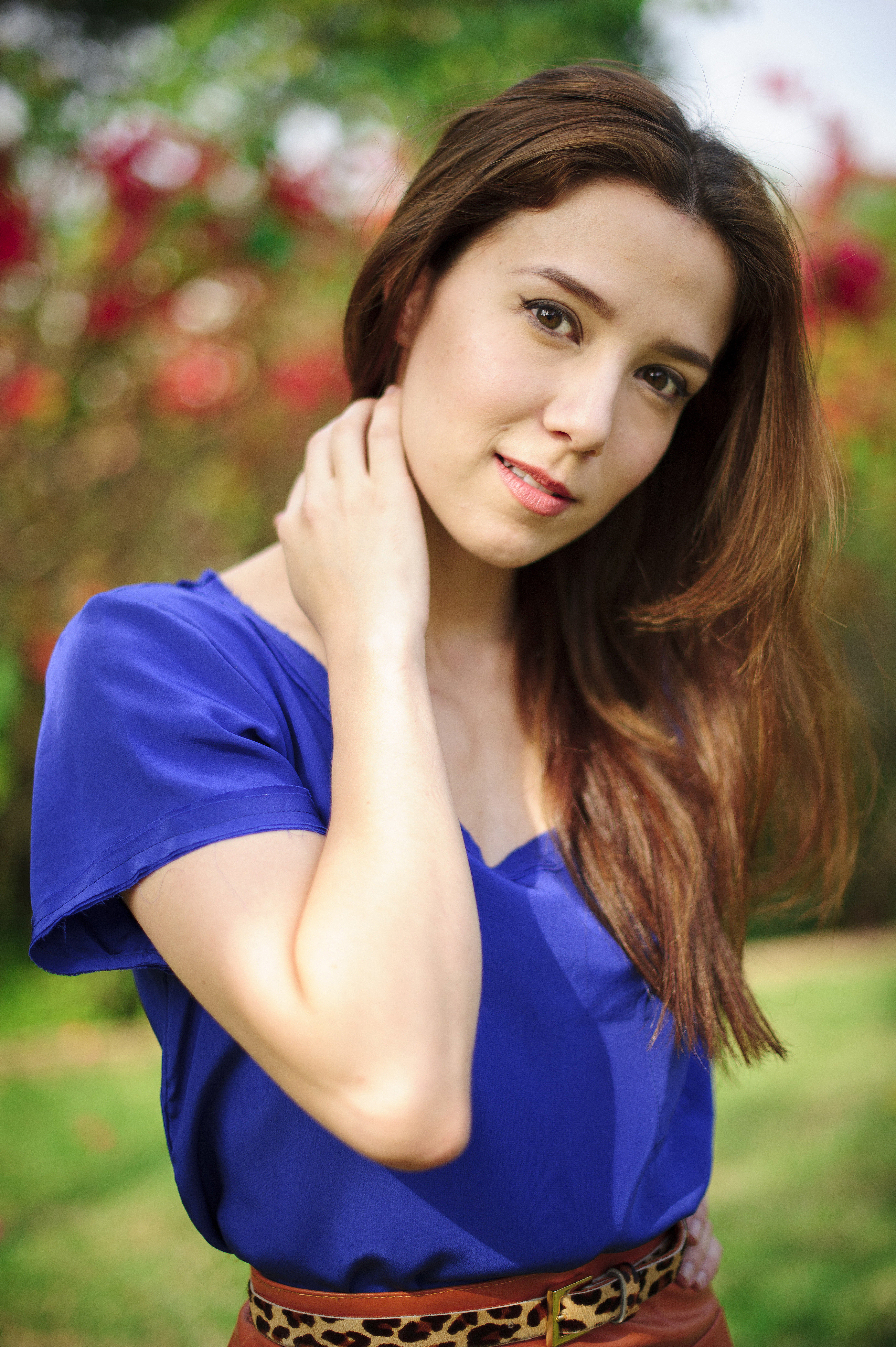
Marjorie Estiano

Marjorie Dias de Oliveira, được biết đên nhiều hơn với tên gọi Marjorie Estiano (sinh ngày 8 tháng 3 năm 1982), là một nữ ca sĩ và nữ diễn viên một truyền hình Brazil, điện ảnh. Cô sinh ra ở thành phố Curitiba, Marjorie Estiano đóng vai phản diện như Natasha Ferreira trong Malhação telenovela. Sau đó, cô đóng vai chính trong Rede Globo telenovela Duas Caras. vai trò của Maria Paula. Marjorie Estiano được chọn để đóng vai trò chính trong telenovela các Lado a Lado, trong đó cô thủ vai nhân vật Laura Assunção.

## Danh sách phim tham gia

### Truyền hình
- 2003: Malhação... Fabiana[1]
- 2004 - 2005: Malhação... Natasha Ferreira (Lead antagonist)[2][3]
- 2006: Páginas da Vida... Marina Andrade Rangel[4]
- 2006: Sob Nova Direção... Nely Li[5]
- 2007: Duas Caras... Maria Paula Fonseca do Nascimento (Vai chính) [6]

- 2009: Caminho das Índias... Tônia (Antônia Cavinato)[10][11][12]
- 2010: S.O.S. Emergência... Flávia Menezes[13]
- 2011: Amor em Quatro Atos... Letícia[14]
- 2011: Cine Conhecimento... -[15]
- 2011: A Vida da Gente... Manuela Fonseca (Co-lead role) [16][17][18][19]
- 2012: Lado a Lado... Laura Assunção (Vai chính)[20][21][22]
- 2013: O Tempo e o Vento... Bibiana

### Điện ảnh
- 2011: "Malu de Bicicleta"... Sueli[23]
- 2012: "Apneia"... Giovanna[24]
- 2012: "O Tempo e o Vento"... Bibiana[25]

## CD
- 2005: Marjorie Estiano[26]
- 2007: Flores, Amores e Bla, blá, blá[27]
- 2013: Pre-production[28]

### DVD
- 2005: Marjorie Estiano e Banda ao Vivo[29]